# 赤土崎交流道
赤土崎交流道位於臺灣苗栗縣後龍鎮，為臺灣台61線指標109公里的交流道，交流道型式為簡易鑽石型，在1996年7月26日通車，連絡苗32線。
|  | 109 赤土崎 |  | 赤土崎 好望角 |

## 外部連結
- 台61線赤土崎交流道示意圖 （页面存档备份，存于）（交通部公路總局）